# Hemioplisis acuta
Hemioplisis acuta là một loài bướm đêm trong họ Geometridae.